# Haluzice (Zlín)
Haluzice é uma comuna checa localizada na região de Zlín, distrito de Zlín.